# Римський король

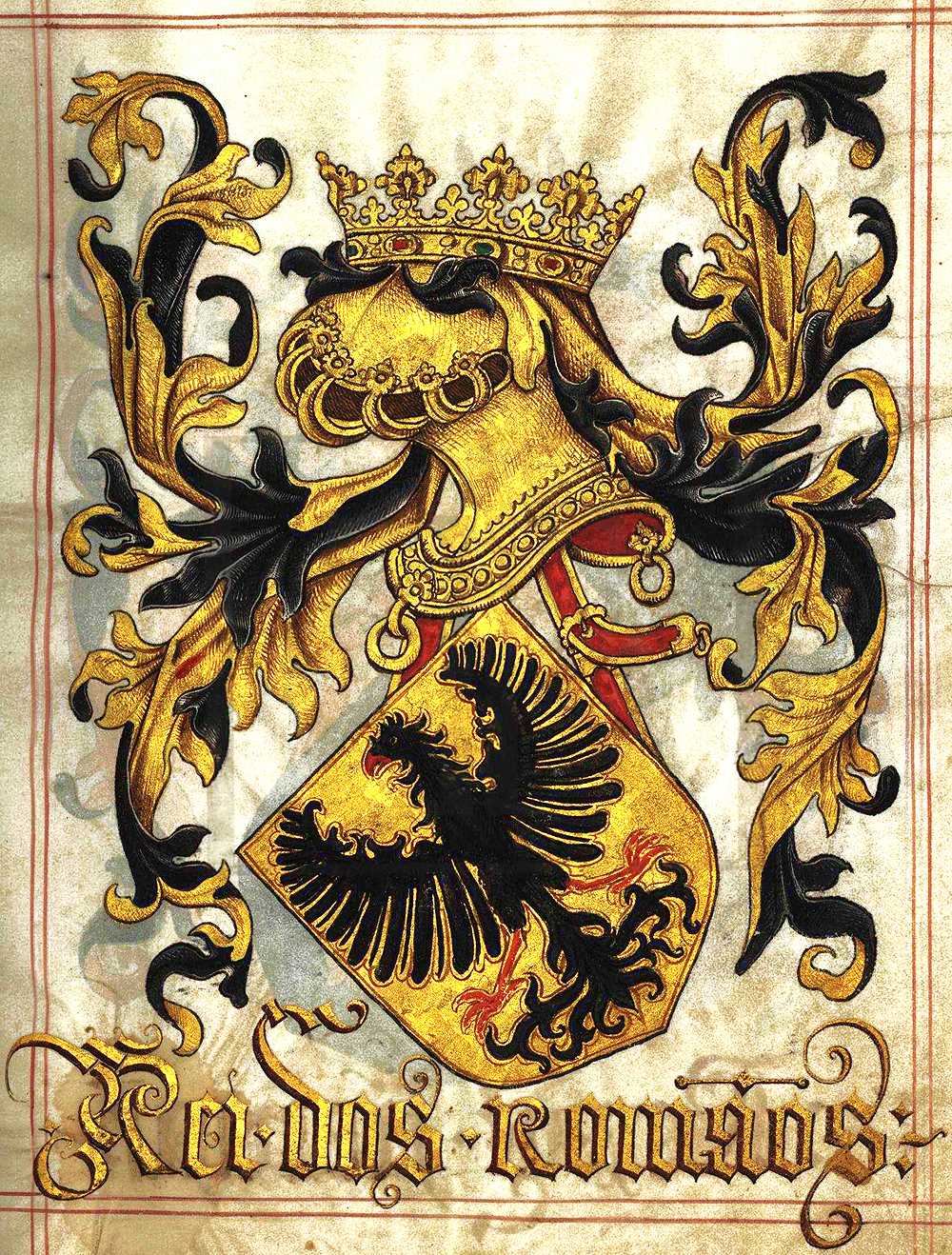
Герб римського короля (Livro do Armeiro-Mor, 1509)

Римський король (лат. Rex Romanorum, нім. Römisch-deutscher König, рідше — король римлян) — титул обраного, але ще не коронованого папою римським глави Священної Римської імперії.
Після створення на базі Німецького королівства Священної Римської імперії, для кожного нового монарха стала традиційною як мінімум подвійна процедура: обрання у Німеччині і коронація в Римі (іноді між ними відбувалася коронація в Мілані як короля Італії). Поїздка короля з Німеччини в Рим у Середньовіччі, як правило, перетворювалася на військовий похід. Крім того, треба було заручитися підтримкою Папи Римського, або дочекатися смерті або організувати повалення вороже налаштованого папи. Від обрання до коронації в Римі претендент на імператорський трон називався римським королем.
У цього титулу була ще одна функція. Щоб забезпечити перехід влади від батька до сина, майже кожен імператор намагався організувати вибори римського короля за свого життя. Таким чином титул римського короля часто означав наслідного принца.
У 1508 Максиміліан I так і не зміг прибути до Рима для коронації. Римський папа Юлій II дозволив йому користуватися титулом «обраного імператора». Надалі наступники Максиміліана I (крім Карла V) вже не прагнули до коронації. Титул «римський король» тепер означав лише спадкоємця престолу, обраного курфюрстами за життя батька.
У сучасній літературі для усунення плутанини з давньоримськими царями й італійськими королями, римських королів нерідко називають король Німеччини (нім. Römisch-deutscher König). Починаючи з Максиміліана I, титул «король у Німеччині» (лат. Rex Germaniae, нім. König in Germanien) дійсно існував, входячи в титулатуру імператорів.
У 1811 французький імператор Наполеон I оголосив свого новонародженого сина Наполеона спадкоємцем і надав йому титул «король Риму».

## Список Римських королів і антикоролів
Курсивом виділені імена антикоролів (Gegenkönig ).
- Оттон II Рудий, 961—967 (син Оттона I)
- Оттон III, 983—996 (син Оттона II)
- Генріх II Святий, 1002—1014 (троюрідний брат Оттона III)
- Конрад II, 1024—1027
- Генріх III, 1028—1046 (син Конрада II)
- Генріх IV, 1054—1084 (син Генріха III)
- Рудольф Швабський, 1077—1080 (шурин Генріха IV)
- Герман фон Зальм, 1081—1088
- Конрад, 1087—1098 (син Генріха IV)
- Генріх V, 1099—1111 (син Генріха IV)
- Лотар II, 1125—1133
- Конрад III, 1127—1135
- Конрад III, 1138—1152 (він же)
- Генріх Беренгар, 1146—1150 (син Конрада III) (нім., англ.)
- Фрідріх I Барбаросса, 1152—1155 (племінник Конрада III)
- Генріх VI, 1169—1191 (син Фрідріха I)
- Філіпп Швабський, 1198—1208 (син Фрідріха I)
- Оттон IV, 1198—1209
- Фрідріх II, 1196—1220 (син Генріха VI)
- Генріх (VII), 1220—1235 (син Фрідріха II)
- Генріх Распе, 1246—1247
- Вільгельм Голландський , 1247—1256
- Конрад IV, 1237—1250 (син Фрідріха II)
- Річард корнуольський, 1257—1272
- Альфонс Кастильський, 1257—1273
- Рудольф I, 1273—1291
- Адольф Нассауський, 1292—1298
- Альбрехт I, 1298—1308 (син Рудольфа I)
- Генріх VII, 1308—1312
- Людовик IV, 1314—1328
- Фрідріх Австрійський, 1314-22, 1325-30
- Карл IV, 1346-47
- Карл IV, 1349-55 (він же)
- Гюнтер фон Шварцбург, 1349
- Венцель I, 1376—1378 (син Карла IV)
- Рупрехт Пфальцький, 1400—1410
- Сигізмунд, 1410—1433 (син Карла IV)
- Йост, 1410—1411
- Альбрехт II, 1438—1439
- Фрідріх III, 1440—1452
- Максиміліан I, 1486—1508 (син Фрідріха III)
- Карл V, 1519—1530
- Фердинанд I, 1531—1558 (брат Карла V)
- Максиміліан II, 1562—1564 (син Фердинанда I)
- Рудольф II, 1575—1576 (син Максиміліана II)
- Матіас, римський король і кайзер 1612—1619 (син Максиміліана ІІ)
- Фердинанд II, римський король 1619—1636, кайзер 1619—1637
- Фердинанд III, 1636—1637 (син Фердинанда II)
- Фердинанд IV, 1653—1654 (син Фердинанда III)
- Йозеф I, 1690—1705 (син Леопольда I)
- Карл VI, римський король і кайзер 1711—1740 (син Леопольда I)
- Карл VII, римський король і кайзер 1742—1745
- Франц І, римський король і кайзер 1745—1765
- Йозеф II, 1764—1765 (син Франца I)
- Леопольд II, римський король і кайзер 1790—1792 ((син Франца I)
- Франц II, римський король і кайзер 1792—1806
- Наполеон-Франц, «король Риму» 1811—1814